# Werner Georg Kimmerling
Werner Georg Kimmerling (* 23. März 1913 in Martinroda in Thüringen; † 5. September 1995 in Neumünster-Einfeld) war ein deutscher Marineoffizier, zuletzt Flottillenadmiral der Bundesmarine der Bundeswehr.

## Person und Familie
Kimmerling, Sohn eines Fabrikanten, legte sein Abitur 1931 als Schulprimus ab und begann anschließend mit einem Studium in Graz. Er heiratete 1942 seine Frau Ursula, geb. Donath, mit der er vier Töchter hatte.

## Dienst in der Reichs- und Kriegsmarine
Am 1. April 1932 trat Kimmerling mit der Niobe-Crew als Ingenieuroffizieranwärter in die Reichsmarine ein. Er wurde am 1. April 1936 zum Leutnant (Ing.) befördert und diente anschließend als Leitender Ingenieur bei der 1. Geleitflottille.
Im Zweiten Weltkrieg diente Kimmerling unter anderem als Wachingenieur auf dem Leichten Kreuzer Emden und bei der 8. Zerstörerflottille. Als Leitender Ingenieur des Zerstörers Z 25 nahm er 1942 am Unternehmen Cerberus teil. Ab 1943 war er in verschiedenen Stabs- und Ausbildungsfunktionen tätig, bevor er, am 1. Januar 1944 zum Korvettenkapitän (Ing.) befördert, im April 1945 Kommandeur des Marine-Schützen-Bataillons 165 wurde. Mit diesem Verband nahm er am Endkampf um Mecklenburg teil. Am 2. Mai wurde er bei Berlinchen verwundet und geriet kurz danach in britische Gefangenschaft.

## Nachkriegszeit
Während der Kriegsgefangenschaft wurde Kimmerling bei der Marinedienstgruppe Kiel als Abteilungsleiter und Verbindungsoffizier zur britischen Marine eingesetzt. 1947 wurde er entlassen und nahm eine Tätigkeit als Regionalingenieur bei der BP Benzin AG in Hamburg auf. 1954 wurde er Verkaufsleiter eines Industrieunternehmens in Halver in Westfalen.

## Dienst in der Bundesmarine
Am 1. April 1956 trat Kimmerling als Fregattenkapitän in die neue Bundesmarine ein und diente zunächst als Hilfsreferent im Bundesministerium der Verteidigung. 1961/62 nahm er an einem Lehrgang des NATO Defence Colleges in Paris teil. Anschließend wurde er ab Februar 1962 als Fregattenkapitän, später zum Kapitän zur See befördert, Chef des Stabes beim Kommando der Schiffstechnik. Anschließend war er von April 1964 bis März 1968 war er Kommandeur des Schiffsübernahmekommandos. Von April 1968 bis zu seiner Pensionierung am 31. März 1971 diente Kimmerling als Admiral der Schiffstechnik im Marineamt. In dieser Position wurde er zum Flottillenadmiral befördert.

## Weitere Tätigkeit
Nach Eintritt in den Ruhestand arbeitete Kimmerling bis 1973 wieder für die BP Benzin AG, diesmal als freiberuflicher beratender Ingenieur. Von 1976 an war er 17 Jahre lang einer der Sprecher der Schutzgemeinschaft der Kleinaktionäre e.V.

## Auszeichnungen
- Kriegsverdienstkreuz (1939) II. Klasse
- Zerstörer-Kriegsabzeichen
- Flotten-Kriegsabzeichen
- Verwundetenabzeichen (1939) in Schwarz
- Eisernes Kreuz (1939) II. und I. Klasse
- Deutsches Kreuz in Gold
- Bundesverdienstkreuz 1. Klasse 1971